# Słobidka-Ochrimowećka
Słobidka-Ochrimowećka (ukr. Слобідка-Охрімовецька) – wieś na Ukrainie, w obwodzie chmielnickim, w rejonie chmielnickim, w hromadzie Wińkowce. W 2001 liczyła 930 mieszkańców.